# Запрян Начев
Запрян Начев Лапаров е български военен и революционер, одрински деец на Вътрешната македоно-одринска революционна организация.

## Биография
Начев е роден в 1875 година в село Катунско Конаре в Османската империя, днес Ягодово, България. Става подофицер от Българската армия. През Илинденско-Преображенското въстание е войвода на IV революционен участък в Ахъчелебийския район, като негов четник е Ангел Диамандиев.